# کول اسپراوس
کول میچل اسپراوس (به انگلیسی: Cole Mitchell Sprouse؛ زادهٔ ۴ اوت ۱۹۹۲) هنرپیشهٔ اهل ایالات متحدهٔ آمریکا است. او برادر دوقلوی دیلن اسپراوس است. اسپراوس بیشتر برای بازی در نقش کودی مارتین در زندگی سوئیت زک و کودی و زندگی سوئیت روی عرشه از شبکهٔ دیزنی شناخته شده‌است. از سال ۲۰۱۷، اسپراوس در مجموعهٔ تلویزیونی ریوردیل از شبکهٔ سی‌دابلیو به ایفای نقش پرداخت. او مدتی نیز با لیلی راینهارت رابطه عاشقه داشت
مردم دوست داشتن شخصیت جاگهد او در سریال با بتی کوپر رابطه ای تا اخر فیلم داشته باشند ولی نویسنده به این نظریه محوب اعتقادی نداشت  

## اوایل زندگی
کول میچل اسپراوس در ۴ اوت ۱۹۹۲ در آرتزو، توسکانی از پدر و مادری آمریکایی، متیو اسپراوس و ملانی رایت زاده شد. آن‌ها در یک مدرسهٔ انگلیسی‌زبان در توسکانی آموزگار بودند. اسپراوس ۱۵ دقیقه بعد از برادر دوقلویش دیلن اسپراوس زاده شد. نام او از خوانندهٔ جاز و پیانیست گرفته شده‌است. چهار ماه پس از تولد او، خانواده‌اش به لانگ بیچ، کالیفرنیا نقل مکان کردند.

## حرفه
اسپراوس و برادرش بازیگری را در هشت ماهگی با پیشنهاد مادربزرگشان، جانین رایت که معلم تئاتر و بازیگر بود آغاز کردند. اسپراوس بیشتر نقش‌های خود را با برادرش اجرا می‌کند؛ برخی از نقش‌های اولیه‌اش به عنوان یک نوزاد یا بچه در آگهی‌های بازرگانی، برنامه‌های تلویزیونی و فیلم‌ها را با برادرش اجرا کرده‌است. با توجه به قوانین کار کودکان در کالیفرنیا مقدار زمانی که در یک روز می‌توان فیلمبرداری کرد محدود می‌شود، بنابراین دوقلوها یک نقش را ایفا می‌کنند تا مدت زمان فیلمبرداری افزایش یابد. برخی نقش‌های قابل توجه، جولیان در پدر بزرگ (۱۹۹۹) و پستچیو در استاد تغییر چهره (۲۰۰۲) است که با برادرش اجرا کرده‌است. در سال ۲۰۰۱، اسپراوس در قسمت‌های مجموعهٔ تلویزیونی دوستان به عنوان پسر راس گلر نقش‌آفرینی کرد؛ این اولین نقشی بود که او بدون برادرش اجرا می‌کرد. اولین نقش اسپراوس و برادرش به عنوان شخصیت‌های جداگانه در قسمت‌هایی از مجموعهٔ تلویزیونی شیفتهٔ تلویزیون (۱۹۹۸) بود. در سال ۲۰۰۵، اسپراوس به عنوان کودی مارتین در مجموعهٔ تلویزیونی شبکهٔ دیزنی، زندگی سوئیت زک و کودی همراه با برادرش به ایفای نقش پرداخت؛ او نقش کودی مارتین را در زندگی سوئیت در عرشه (۲۰۰۸) و فیلم‌های وابستهٔ آن تکرار کرد.
در ۹ فوریهٔ ۲۰۱۶، اسپراوس به عنوان بازیگر جاگهد جونز در مجموعهٔ ریوردیل از شبکهٔ سی‌دابلیو انتخاب شد؛ و سر صحنهٔ آن با شریک زندگی‌اش، لیلی رینهایت که در نقش بتی کوپر در همین فیلم ایفای نقش کرده‌است آشنا شد. در سال ۲۰۱۹، اسپراوس در درام رومانتیک پنج فوت جدا نقش‌آفرینی کرد که در ماه مارس منتشر شد و فروش خوبی داشت.

##### زندگی شخصصی و روابط
او در سال ۲۰۱۷ با لیلی راینهارت بازیگر سریال ریوردیل  وارد رابطه شد. رابطهٔ آن‌ها در اول از طرف هیچ‌کدام تأیید نشد تا سرانجام در سال ۲۰۱۸ تأیید کردند. در سال ۲۰۲۰ اخباری در مورد جدایی آن‌ها شکل گرفت تا سرانجام لیلی راینهارت اعلام کرد که از کول اسپروس به دلایل شخصی جدا شده‌است و کول هم در پستی اینستاگرامی آن را تأیید کرد.
دیلن اسپروس گفته است که تجربه معروف شدن پس از موفقیت The Suite Life of Zack & Cody " ترسناک است، همه چیز چقدر سریع در حال حرکت است" و یک سال قبل "هیچکدام از اینها اتفاق نمی افتاد، فقط در حال انجام بود. سوئیت لایف» و اینکه برای آینده هیجان زده بود. در حین فیلمبرداری The Suite Life of Zack & Cody، هر دوی آن‌ها هر روز سه ساعت در مدرسه آموزش می‌گرفتند. در سال آخر دبیرستان، هر دو برادر در کلاس های پیشرفته شرکت کردند. دیلن AP Psychology و AP Spanish را گرفت و کول AP Psychology و AP Government را خواند.
خانواده دوقلوها سه سگ دارند: بابا که به دیلن و کول تعلق دارد. پینکی که مال پدرشان است. و کری، نامادری آنها. بازیگر و همبازی مورد علاقه آنها آدام سندلر است. دیلن گفته است که آدام "الگویی در بازیگری" است و از او چیزهای زیادی در مورد کمدی آموخته اند. در اواسط سال 2010، دیلن سایتی را برای هنر خود به نام Sprouse Arts راه اندازی کرد و در اواسط سال 2011، کول سایتی را به نام Cole Sprouse Photography برای عکاسی خود راه اندازی کرد.
در سال 2010، برادران هر دو در دانشگاه نیویورک پذیرفته شدند. آنها برنامه های اولیه برای حضور در دانشگاه در پاییز 2010 داشتند. اما یک سال به تعویق افتادند. دیلن در ابتدا قصد داشت در رشته هنرهای زیبا/استودیویی و تحصیل در رشته اقتصاد تحصیل کند، در حالی که کول در برنامه ریزی برای تحصیل در تولید فیلم و تلویزیون و تحصیل در درام برنامه ریزی کرد. در عوض، هر دو در مدرسه مطالعات فردی گالاتین ثبت نام کردند، که به دانش آموزان اجازه می دهد برنامه درسی خود را برنامه ریزی کنند. کول برنامه درسی خود را بر روی علوم انسانی و باستان شناسی متمرکز کرد در حالی که دیلن بر طراحی بازی های ویدیویی تمرکز داشت. در سال 2011، دیلن به عنوان رئیس تالار اقامتی خیابان سوم در دانشگاه نیویورک انتخاب شد. هر دو برادر در می 2015 فارغ التحصیل شدند. آنها به مجله Entertainment گفتند که در مراسم فارغ التحصیلی با مدارک تحصیلی یکدیگر را ترک کردند.
در سال 2012، دیلن و کول رسما به عنوان سفیران بین المللی بنیاد بین المللی کویامادا منصوب شدند. آنها با شین کویامادا به ژاپن سفر کردند تا جوانان ژاپنی را برای بهتر کردن خود و بازسازی ژاپن به عنوان یک جامعه و همچنین تعمیق روابط دوستانه و برادری بین جوانان ژاپن و آمریکا در اوت 2013 توانمند سازند.
از سال 2013، دیلن به عنوان میزبان در یک رستوران در شهر نیویورک کار می کرد، که او توضیح داد که این نتیجه تمایل او برای تجربه یک تجربه جدید است، همانطور که او گفت: "کار کردن تا حدودی کمتر از آنچه من به آن عادت کرده ام، همچنین کار می کنم. به عنوان راهی برای معاشرت و بیرون رفتن از خانه.»
از سال 2014، دیلن در چند مسابقه Super Smash Bros اظهار نظر کرده است.
در اوایل سال 2017، دیلن اعلام کرد که با دو شریک خود در حال آماده شدن برای افتتاح All-Wise Meady در بخش ویلیامزبورگ بروکلین، نیویورک است. او مدیر آبجو است. او فاش کرد که از 15 سالگی بتها بوده است.

## فیلم‌شناسی

### فیلم
| فیلم‌های منتشر نشده | فیلم‌های منتشر نشده |

| عنوان                                 | سال  | نقش             | کارگردان(ها)                | یادداشت‌ها    | م.     |
| ------------------------------------- | ---- | --------------- | --------------------------- | ------------ | ------ |
| پدر بزرگ                              | ۱۹۹۹ | جولیان مک‌گراث   | دنیس داگن                   |              | [ ۹ ]  |
| همسر فضانورد                          | ۱۹۹۹ | دوقلو           | رند راویچ                   |              | [ ۹ ]  |
| خاطرات یک معتاد جنسی                  | ۲۰۰۱ | سامی جونیور     | جوزف برتسمن                 | فیلم ویدئویی | [ ۱۸ ] |
| من دیدم مامان بابا نوئل را بوسید      | ۲۰۰۱ | جاستین کارور    | جان شپفرد                   |              | [ ۱۹ ] |
| استاد تغییر قیافه                     | ۲۰۰۲ |                 | پری آدلاین بلیک             |              | [ ۱۲ ] |
| هشت شب دیوانه‌وار                      | ۲۰۰۲ | اسباب بازی کی‌بی | ست کیرلی                    | صدا          | [ ۱۲ ] |
| اپل جک                                | ۲۰۰۳ | جک پین          | مارک وایتینگ                | فیلم کوتاه   | [ ۲۰ ] |
| فقط برای بچه‌ها                        | ۲۰۰۳ | کول مارتین      | سیدنی جی. بارتولوموی جونیور | فیلم ویدئویی | [ ۲۱ ] |
| قلب فریبکار                           | ۲۰۰۴ | جرمیا           | آزیا آرجنتو                 |              | [ ۲۲ ] |
| هولیداز: کریسمس تقریباً اتفاق نیافتاده | ۲۰۰۶ | بچه (صدا)       | دیوید بروکس                 | فیلم ویدئویی | [ ۲۳ ] |
| داستان دوقلوهای مدرن: شاهزاده و گدا   | ۲۰۰۷ | ادی تودور       | جیمز کواتروچی               |              | [ ۲۴ ] |
| ماجراجویی در اپلتاون                  | ۲۰۰۸ | کلینتون         | رابرت مورسکو                |              | [ ۱۲ ] |
| کونگ‌فو مگو                            | ۲۰۱۰ | براد لاندری     | آندرس کووتیر                | فیلم ویدئویی |        |
| پنج فوت جدا                           | ۲۰۱۹ | ویل نیومن       | جاستین بالدونی              |              | [ ۲۵ ] |

### تلویزیون
| سال        | عنوان                    | نقش           | یادداشت                                | م.           |
| ---------- | ------------------------ | ------------- | -------------------------------------- | ------------ |
| ۱۹۹۳–۱۹۹۸  | رحمت زیر آتش             | پاتریک کلی    | ۵ فصل (۱۱۲ قسمت)                       | [ ۲۶ ] [ ۹ ] |
| ۱۹۹۸       | شیفته تلویزیون           | بچه           | ۲ قسمت                                 | [ ۱۴ ]       |
| ۲۰۰۰–۲۰۰۲  | فرندز                    | بن گلر        | ۷ قسمت                                 | [ ۹ ]        |
| ۲۰۰۱       | اتاق کابوس               | بابی          | قسمت: «چیز ترسناکی که برای تو می‌خواهم» | [ ۲۷ ]       |
| ۲۰۰۱       | این نمایش هفتاد ساله است | بیلی          | قسمت: «افسردگی اریک»                   | [ ۲۸ ]       |
| ۲۰۰۵–۲۰۰۸  | زندگی سوئیت زک و کودی    | کودی مارتین   | ۳ فصل (۸۷ قسمت)                        | [ ۲۶ ] [ ۹ ] |
| ۲۰۰۶       | مدرسه جدید امپراتور      | زیم (صداپیشه) | ۱ قسمت                                 | [ ۲۹ ]       |
| ۲۰۰۶       | این خیلی سیاه است        | کودی مارتین   | قسمت: «چک کردن بیرون»                  | [ ۳۰ ]       |
| ۲۰۰۸       | به گفته جیم              | خودش          | قسمت: «من میلک شیک تو را می‌خورم»       | [ ۳۱ ]       |
| ۲۰۰۸–۲۰۱۱  | زندگی سوئیت روی عرشه     | کودی مارتین   | ۳ فصل (۷۱ قسمت)                        | [ ۱۵ ]       |
| ۲۰۰۹       | جادوگران محله ویورلی     | کودی مارتین   | قسمت: «دور ریختن (برای نمایش دیگر)»    | [ ۳۲ ]       |
| ۲۰۰۹       | هانا مونتانا             | کودی مارتین   | قسمت: «سوپر گرل»                       | [ ۳۲ ]       |
| ۲۰۱۰       | من در گروه هستم          | کودی مارتین   | قسمت: «شلاق زدن در عرشه»               | [ ۳۳ ]       |
| ۲۰۱۱       | فیلم زندگی سوئیت         | کودی مارتین   | فیلم تلویزیونی                         | [ ۲۶ ] [ ۹ ] |
| ۲۰۱۲       | بنابراین تصادفی!         | خودش          | قسمت: «دیلن و کول اسپراوس»             | [ ۳۴ ]       |
| ۲۰۱۷–اکنون | ریوردیل                  | جاگهد جونز    | نقش اصلی                               | [ ۱۶ ]       |

## جوایز و افتخارات
| سال  | جایزه                            | دسته                                                                    | اثر نامزد شده         | نتیجه    | م.     |
| ---- | -------------------------------- | ----------------------------------------------------------------------- | --------------------- | -------- | ------ |
| ۱۹۹۹ | جوایز ستاره‌جوان                  | بهترین عملکرد توسط بازیگر جوان در فیلم کمدی                             | پدر بزرگ              | نامزدشده | [ ۳۵ ] |
| ۲۰۰۰ | جایزه سینمایی و تلویزیونی ام‌تی‌وی | بهترین اجرای دونفره (همراه با دیلن اسپراوس و آدام سندلر)                | پدر بزرگ              | نامزدشده | [ ۳۶ ] |
| ۲۰۰۰ | جوایز سرگرمی بلوک‌باستر           | بهترین حمایت از بازیگر – کمدی                                           | پدر بزرگ              | نامزدشده | [ ۳۷ ] |
| ۲۰۰۰ | جایزه هنرمند جوان                | بهترین عملکرد در فیلم – بازیگر ده ساله یا کمتر                          | پدر بزرگ              | نامزدشده | [ ۳۸ ] |
| ۲۰۰۶ | جایزه هنرمند جوان                | بهترین عملکرد در یک مجموعه تلویزیونی (درام یا کمدی) – بازیگر پیشرو جوان | زندگی سوئیت زک و کودی | نامزدشده | [ ۳۹ ] |
| ۲۰۰۷ | جوایز برگزیده کودکان نیکلودین    | بازیگر موردعلاقه تلویزیونی                                              | زندگی سوئیت زک و کودی | نامزدشده | [ ۴۰ ] |
| ۲۰۰۷ | جایزه هنرمند جوان                | بهترین عملکرد در یک مجموعه تلویزیونی (درام یا کمدی) – بازیگر پیشرو جوان | زندگی سوئیت زک و کودی | نامزدشده | [ ۴۱ ] |
| ۲۰۰۸ | جوایز برگزیده کودکان نیکلودین    | بازیگر تلویزیونی موردعلاقه                                              | زندگی سوئیت زک و کودی | نامزدشده | [ ۴۲ ] |
| ۲۰۰۹ | جوایز برگزیده کودکان نیکلودین    | بازیگر تلویزیونی موردعلاقه                                              | زندگی سوئیت زک و کودی | نامزدشده | [ ۴۳ ] |
| ۲۰۱۰ | جوایز برگزیده کودکان نیکلودین    | بازیگر تلویزیونی موردعلاقه                                              | زندگی سوئیت زک و کودی | نامزدشده | [ ۴۴ ] |
| ۲۰۱۱ | جوایز برگزیده کودکان نیکلودین    | بازیگر تلویزیونی موردعلاقه                                              | زندگی سوئیت زک و کودی | نامزدشده | [ ۴۵ ] |
| ۲۰۱۷ | جوایز شورتی                      | بهترین بازیگر مرد                                                       | —                     | نامزدشده | [ ۴۶ ] |
| ۲۰۱۷ | جوایز برگزیده نوجوانان           | بازیگر مرد برگزیده مجموعه درام                                          | ریوردیل               | برنده    | [ ۴۷ ] |
| ۲۰۱۷ | جوایز برگزیده نوجوانان           | زوج تلویزیونی برگزیده (همراه با لیلی راینهارت)                          | ریوردیل               | برنده    | [ ۴۷ ] |
| ۲۰۱۸ | جایزه ساترن                      | بهترین عملکرد توسط بازیگر مرد جوان                                      | ریوردیل               | نامزدشده | [ ۴۸ ] |
| ۲۰۱۸ | جوایز برگزیده نوجوانان           | بازیگر مرد برگزیده مجموعه درام                                          | ریوردیل               | برنده    | [ ۴۹ ] |
| ۲۰۱۸ | جوایز برگزیده نوجوانان           | قفل لب برگزیده (همراه با لیلی راینهارت)                                 | ریوردیل               | برنده    | [ ۴۹ ] |
| ۲۰۱۸ | جوایز برگزیده نوجوانان           | مرد برگزیده جذاب                                                        | —                     | برنده    | [ ۴۹ ] |
| ۲۰۱۸ | جوایز برگزیده نوجوانان           | زوج تلویزیونی برگزیده (همراه با لیلی راینهارت)                          | ریوردیل               | برنده    | [ ۴۹ ] |
| ۲۰۱۹ | جوایز برگزیده مردم               | ستاره فیلم درام مرد سال                                                 | پنج فوت جدا           | برنده    | [ ۵۰ ] |
| ۲۰۱۹ | جوایز برگزیده مردم               | ستاره تلویزیون مرد سال                                                  | ریوردیل               | برنده    | [ ۵۰ ] |
| ۲۰۱۹ | جایزه ساترن                      | بهترین عملکرد یک بازیگر جوان در تلویزیون                                | ریوردیل               | نامزدشده | [ ۵۱ ] |
| ۲۰۱۹ | جوایز برگزیده نوجوانان           | بازیگر مرد برگزیده فیلم درام                                            | پنج فوت جدا           | نامزدشده | [ ۵۲ ] |
| ۲۰۱۹ | جوایز برگزیده نوجوانان           | بازیگر مرد برگزیده مجموعه تلویزیونی درام                                | ریوردیل               | برنده    | [ ۵۲ ] |
| ۲۰۱۹ | جوایز برگزیده نوجوانان           | زوج برگزیده (همراه با لیلی راینهارت)                                    | ریوردیل               | برنده    | [ ۵۲ ] |